# Полиция штата Айдахо
Полиция штата Айдахо (ПША) — является официальной полицейской силой в штате Айдахо. Она образовалась из полицейского бюро, основанного 18 мая 1919 года, в новом департаменте правопорядка для обнаружения и расследования преступлений. Полицейское бюро также причастно к организации различных государственных, окружных и муниципальных полицейских управлений. Бюро было распущено Легислатурой Айдахо в 1923 году. 

## Деление

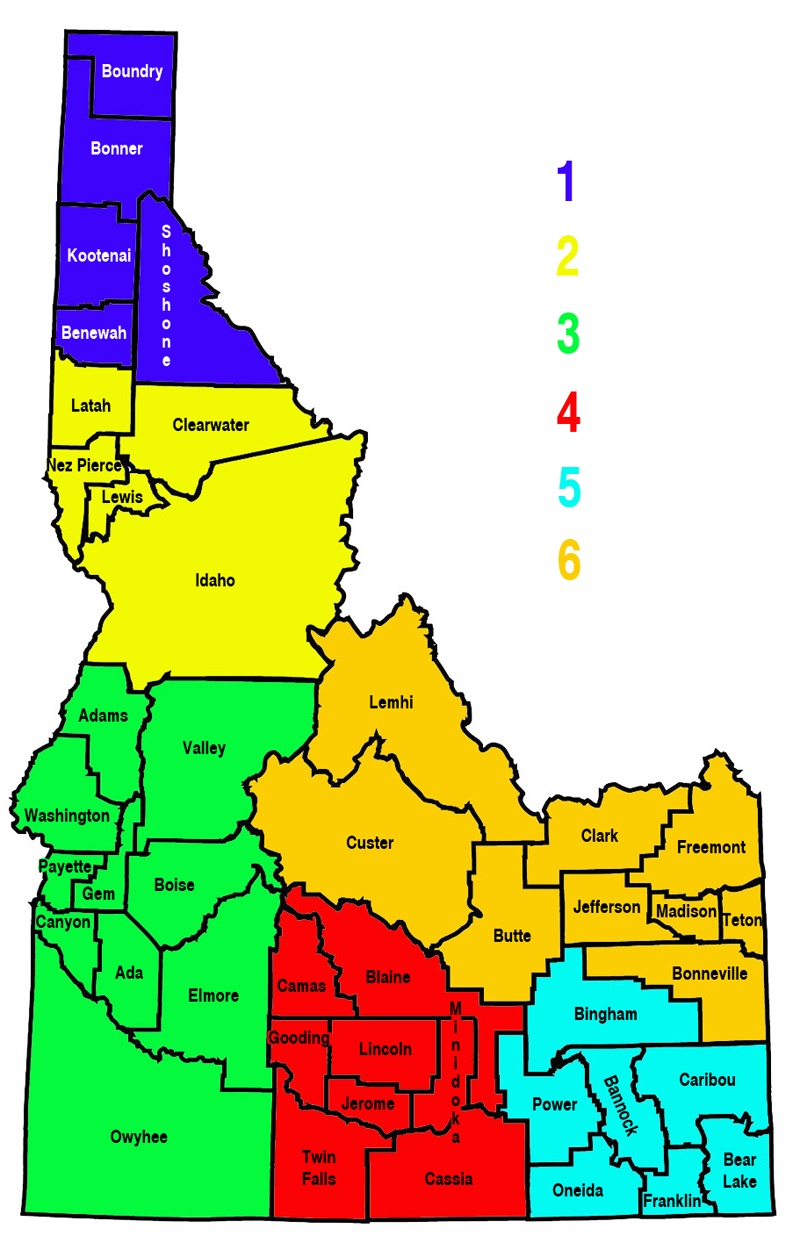
Полицейские округа штата Айдахо

Полиция штата Айдахо географически разделена на 6 округов. Штаб-квартира и учебный центр расположены в Меридиане, Айдахо. Окружные офисы (1-3) расположены в Кер-д’Алене, Льюистоне и Меридиане.  Окружные офисы (4-6) расположены в Джероме, Покателло и Айдахо-Фолс. Каждый округ имеет отдельного капитана и командный состав, который управляются отдельно и контролируются майором. Каждый округ имеет два отдела: 
- Патрульный отдел
- Отдел расследований

### Патрульный отдел
Патрульный отдел состоит из полицейских, следящих за соблюдением законов штата Айдахо. Как правило, сотрудники следят и за соблюдением правил дорожного движения во время дежурства.

### Отдел расследований
Отдел расследований состоит из детективов, которые занимаются расследованием крупных преступлений (убийства, оборот наркотиков).

### Другие отделы
- Отдел контроля алкогольных напитков гарантирует, что все производители и продавцы алкоголя имеют лицензии и следуют законодательству
- Специалисты по коммерческим транспортным средствам - специально обученные офицеры, которые применяют федеральные законы и законы штата, касающиеся безопасности коммерческих грузовиков.
- Отряд кибер преступлений специализируется на преступлениях связанных с компьютерами и Интернетом.
- Бюро уголовной идентификации поддерживает базу данных отпечатков пальцев штата.
- Судебно-медицинская служба проводит исследования по контролируемым веществамeng, местам преступления, огнестрельному оружию, судебной биологии, токсикологии и трасологии.
- Гоночная комиссия обеспечивает надзор за деятельностью гонок в штате Айдахо.

## Другие обязанности
ПША имеет два региональных центра связи, в которых работают диспетчеры, оказывающие поддержку офицерам на местах.
Кроме того, в обязанности полиции входит охрана губернатора штата, а также других высокопоставленных лиц, в случае необходимости.